# 토법고로

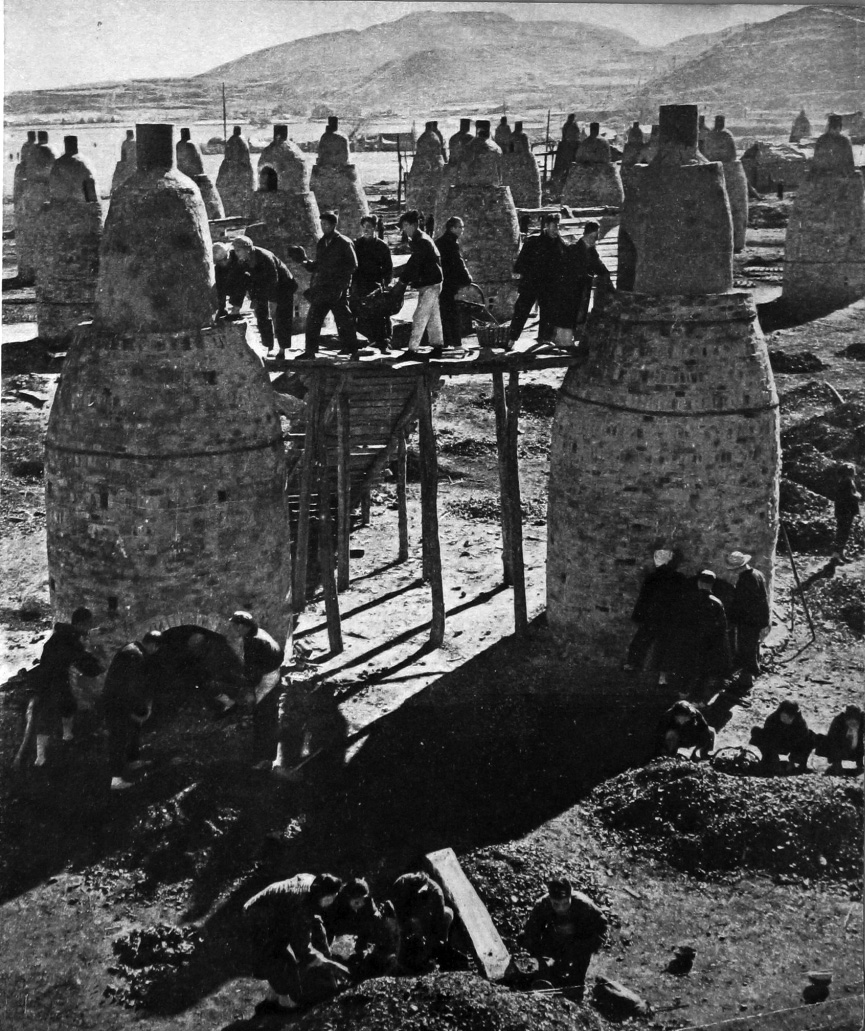

토법고로(土法高爐)는 1958년 ~ 1962년 대약진 운동 당시 중국인들이 사용한 홈메이드 용광로이다. 이 작은 용광로는 각 인민공사의 뒤뜰마다 건설되었다. 인민들은 석탄부터 나무 관짝에 이르기까지 태울 수 있는 모든 형태의 물건을 태워서 이 용광로를 돌렸다. 철광석을 구할 수 없었기 때문에, 그들은 냄비, 후라이팬, 자전거 등등 철로 된 물건은 무엇이든 손에 잡히는 대로 긁어모아 용광로에 쏟아부었다. 그렇게 해서 강철 거더를 만들어냈지만, 이렇게 만든 거더는 철이 순수하지 못하고 품질이 형편없어 쉽게 바스라졌기 때문에 쓸모가 없었다. 공산당 지도부는 몰랐지만, 그들이 만들어낸 것은 강철이 아니라 탄소덩어리 선철이었던 것이다.
이 물건은 대약진 운동 최대의 실패 중 하나로 거론되고 있다.

## 같이 보기
- 중화인민공화국의 경제
- 중금속